# Barca do Inferno
Barca do Inferno foi um programa televisivo de debate transmitido pela RTP Informação, com a duração de 60 minutos. Era emitido ás segundas-feiras, em direto, e contava com a moderação de Nilton e com a presença de Manuela Moura Guedes, Isabel Moreira, Raquel Varela e Marta Gautier, que posteriormente foi substituída por Sofia Vala Rocha, onde se debatia os assuntos que marcavam a atualidade, mas num registo descontraído, irreverente, até mesmo provocatório.

## Polémica
Na emissão de 8 de junho de 2015, Manuela Moura Guedes e a deputada Isabel Moreira discutiam as propostas do programa eleitoral do PS, nomeadamente a descida da Taxa Social Única (contra a qual se batia Moura Guedes por entender que não vai ajudar a dinamizar a economia), quando começaram uma discussão, o que levou a antiga jornalista a pedir ao moderador do programa, o humorista Nilton, que exercesse o seu papel e que moderasse o programa. Ao que este retorquiu, elevando o tom de voz, com um pedido de "boa educação", que levou Manuela Moura Guedes a decidir abandonar o programa.